# 清水由貴子
清水 由貴子（しみず ゆきこ、本名同じ、1959年〈昭和34年〉9月7日 - 2009年〈平成21年〉4月20日）は、日本の歌手・女優・タレント。愛称は「ユッコ」。

## 来歴・人物

### 芸能界デビュー
東京都台東区出身。1976年2月18日（放映は同年3月14日）、NTVのオーディション番組『スター誕生!』の第16回決戦大会で、イルカのヒット曲『なごり雪』を歌唱。芸能プロダクション、レコード会社合わせて14社からスカウトのプラカードが上がる。同じこの決戦大会で合格し、後にピンク・レディーとなる根本美鶴代と増田啓子の二人組をおさえて最優秀賞（グランドチャンピオン）となった。当時の「スター誕生!」の審査員で、デビュー曲の作詞も手がけた阿久悠によれば、テレビ予選に合格した時点で、既に次の決戦大会の大本命として、各社スカウトマンから注目されていた。
決戦大会後は日本テレビを交えた作戦会議が何度も開かれ、期待の新人として万全に万全を期す形で、合格から1年後の1977年3月1日に「お元気ですか」でCBS・ソニーから歌手デビュー。清水のキャッチフレーズは「ほほえみスイング まごころハミング」で、同じ1977年に女性アイドル歌手としてデビューを果たし、清水と仲の良かった榊原郁恵・高田みづえと共に当時「フレッシュ3人娘」と称された。狩人、荒木由美子なども同期。
後にソニーのプロデューサー酒井政利は「私は新人は自分で探すという自負心があったため、本来は『スター誕生!』とは距離を置いていましたが、山口百恵と清水由貴子だけは手がけてみたいと思えた」と語った。
『スター誕生!』で司会した萩本欽一も「同情とは別の部分で、その執念を理解した。立っているだけで哀愁を感じさせ、この子が有名になることで幸せになるなら後押ししたいと思った。それは、百恵ちゃんと清水由貴子の2人だけだったね……」と語る。
デビュー曲がヒットして当時盛んだった賞レースで多くの新人賞を獲得したが、『速報!日本レコード大賞』（TBS、1977年11月22日放送）の新人賞（5人枠）は、清水健太郎、高田みづえ、狩人の順で新人賞受賞が確定して上位2名の決選投票で太川陽介に破れた後、最後の1枠を巡って榊原郁恵と再び決選投票となり、僅差で受賞しなかった。
翌年もシングルは順調に発売されたがヒット作品がなく、萩本欽一や同じレコード会社の杉良太郎の後押しもあって、次第に活躍の場をテレビドラマやバラエティ番組に移した。歌手としてシングル10枚、アルバムを2枚発売した。1985年にRCAレコードへ移籍し、単独名義は6年ぶりのシングル「いつか秋」が最後の発売となった。
萩本関連の番組に出演していることから「欽ちゃんファミリー」の1人として名前が挙げられることも多かった。80年代末から90年代前半にかけてオンエアされたヤクルトのCMでは、それまでのイメージとは違う気の強い母親役を演じ、トータルで十数本ものシリーズが制作された。本人の談によれば、このCMシリーズの中に登場した亀（息子役の幼稚園児のペット）がきっかけで、以後、自分でも亀グッズの収集を趣味にしていた。
90年代は情報番組のレポーターとしてのテレビ出演が増え、『徹子の部屋』に出演してレポーターの仕事で得た知識が自分の家を買うときに非常に役に立ったと語っている。この時期は、『噺家カミサン繁盛記』で主演、NHK朝の連続テレビ小説『春よ、来い』のレギュラー、その他数多くの2時間ドラマに出演し、2000年に「フジテレビ、今世紀最後の昼ドラ」（制作は東海テレビ）と銘打った『幸福の明日』で、子供の取り違えに苦悩する主人公を演じて女優の幅を広げた。
以降は2度目となるNHK朝の連続テレビ小説『こころ』のレギュラーをはじめ、連続ドラマやシリーズドラマへのゲスト出演、映画『ランドセルゆれて』での主演等、中堅女優として順調に活躍したが、2006年に「母親の介護も兼ねてゆっくりしたい」と本人の希望でデビュー以来所属した芸映から独立する。
妹の著書によれば、この時点で母親の容態は白内障の手術がうまくいかず視力が低下していたことを除けば、少なくとも後に報道されたような深刻な状態ではなかった。目標に向けて突っ走る性格の姉が、仕事を辞めることで気持ちのハリを失うことの方を心配し、事実上の引退には内心反対だったものの、仕事面では相応のポジションを得てきていた頃だっただけに、人一倍責任感が強い姉の「事務所に迷惑はかけられない」という決心を前に、とうとう言い出せなかったと語っている。
事務所独立後は、長年レギュラーを務めていた山梨放送の情報バラエティー番組『ともちゃん家の5時』（1999年10月 - 2010年3月）のみを残し、それ以外の仕事は引き受けずに芸能活動を続けていたが、2007年9月に番組のリニューアルで降板して芸能界から完全に引退した。

### 49歳で自殺
2009年4月21日に静岡県駿東郡小山町の冨士霊園にある父親の墓前で、硫化水素が充満した黒いポリ袋を顔に被せて死亡した状態で発見された。死亡時刻は前日の20日午後5時頃と推定される。傍らに要介護の母親が車椅子に座った状態で残されて一時意識を失っていたが命に別状はなかった。
妹は夜勤のシフトのため、父親の墓参りへ出掛ける由貴子と母親に同行できず前日20日の日中に自宅玄関先で見送ったが、以後は姉の携帯電話へ何回かけても連絡が取れず、翌日の午前中に帰宅してもまだ帰宅しておらず不審に思い霊園へ問い合わせて発見された。霊園側から折り返しの連絡を受けて搬送先へ直行した妹と元・マネージャーによって同日、本人と母親であることがそれぞれ確認された。
遺書に書かれていた「東京では葬儀をあげないで下さい」という本人の遺志通り、4月24日に同県御殿場市で密葬が営まれ、相本久美子・角川博・櫻井淳子・黒部幸英・八波一起らが参列した。戒名は介護を続けた母への愛情に満ちた人生を意味する「慈孝由和清大姉（じこうゆうわせいだいし）」。25日に同所で葬儀・告別式が営まれ、親族や「欽ちゃんの週刊欽曜日」で共演した佐藤B作らも参列、当時弔問に訪れることができなかった萩本欽一からも供花が捧げられた。
清水の生前の明るいイメージと結びつかない事件は、22日のテレビ、スポーツ紙上で大きく取り上げられた。突然の訃報に「スター誕生!」のオーディションから知り、デビュー後も自身の冠番組「欽ちゃんドラマ・Oh!階段家族!!」、「欽ちゃんの週刊欽曜日」、「悠々くらぶ」（1991年から放送のNHK情報バラエティー番組）で3回共演するなど関係が深かった萩本欽一は当初ノーコメントだったが、4月27日に放送されたTBS系「みのもんたの朝ズバッ!」で、亡くなる前年10月に20数年ぶりの手紙をもらっていたことを明かした。萩本は「最後に『これからも頑張るからね』と書いてあったけど、何かの叫びだったのかなぁ」と何もしてあげられなかったことを悔やみ、「ユッコちゃんは“いい子”にくたびれたのかな。だけど、最後はちょっと悪い子だったな。もうちょっと頑張ってほしかった」と涙ぐみながらコメントしていた。
清水と同期デビューで「フレッシュ三人娘」と呼ばれた親友の榊原郁恵は動揺が大きいためマスコミに対応が出来ず、高田みづえも連絡が取れなかった。夫婦共に清水と交流があった湯原昌幸と荒木由美子夫妻も「辛い事があっても笑い飛ばす人だった。（母の介護に）どんな想いだったんだろうかと思うと切ない」と語った。
萩本欽一の番組で共演しデュエット曲もリリースした小西博之は、報道直後に「自殺で死ぬなんて、僕は一生ユッコを許さない。天国なんかに絶対に行かせない。冥福も祈らない。僕が引き戻してやるから」と涙ながら怒りに声を震わせ、通夜と葬儀を欠席した。2015年5月1日にTBS系「爆報! THE フライデー」で小西は、清水の7回忌で初めて墓参りしたと明かし、「僕はユッコちゃんに助けられたけど、僕はユッコちゃんを助けられなかった。それが悔しくて……」と清水を気遣うことが出来なかったと懺悔して「話聞いてあげればよかった。ごめんな」と号泣した。
11月17日に妹の良子がブックマン社から「介護うつ　―お姉ちゃん、なんで死んじゃったの―」（ISBN 978-4893087287）を上梓した。「周囲には一切弱音を吐かなかった」と姉の姿を振り返りながら介護による孤立・自殺の防止を訴え続けている。
一命を取り留めた母は2010年9月17日に都内の病院で79歳で他界した。

## 経歴
- 1959年（昭和34年）9月7日 - 東京都台東区浅草に生まれる。
- 1965年（昭和40年） - 竹ノ塚団地（足立区）に転居。この頃、父親が月賦でオルガンを購入してくれたことで音楽に目覚める。
- 1966年（昭和41年）4月 - 足立区立保木間小学校に入学。
- 1967年（昭和42年） - 再び浅草の駒形へ転居し、台東区立田原小学校に転入。6月、妹が誕生。
- 1968年（昭和43年） - 父が心臓肥大のため他界。生活が急変する中、家族を支え、学校では合奏団でマリンバを担当。当時の生活のエピソードとして、近くのお米屋によくお米を借りに行っていたという。後年、番組企画でこのお米屋に訪れ再会を果たしている。
- 1972年（昭和47年）4月 - 台東区立蔵前中学校に入学。卓球部では副部長を務め、区大会個人戦三回戦まで勝ち進む。また、フォークソングにも熱中し、アルバイトで念願の中古ギターを購入する。
- 1975年（昭和50年）
  - 4月 - 東京都立京橋商業高等学校に入学。
  - 9月 - オーディション番組に応募したという同校の生徒に刺激され「スター誕生!」に応募。
  - 10月8日 - 有楽町よみうりホールで行われた予選大会で合格。テレビでの本選大会に出場する7名の中のひとりに選ばれる。
  - 11月12日 - 後楽園ホールでの本選大会で、太田裕美の「雨だれ」を歌い合格。決戦大会に駒を進める。このとき弾いたギターは、本選大会出場が決まった際、歪んだ中古ギターのために娘に後悔させたくないと、苦しい家計をやりくりして母親が買ってくれた新しいギターだったという。
- 1976年（昭和51年）
  - 2月18日 - 決戦大会ではイルカの「なごり雪」を歌い最優秀賞を獲得。14社から指名を受け、第16回グランドチャンピオンとなる。
  - 8月 - 芸能界デビューに向けて、事務所が用意した杉並区阿佐ヶ谷のアパートへ転居。
  - 12月 - 東京都立京橋商業高等学校を在籍1年9か月で退学。
- 1977年（昭和52年）
  - 1月 - 明大中野高校定時制に転入[1]。
  - 3月1日 - CBS・ソニーから「お元気ですか」でデビュー。キャッチフレーズは「ほほえみスイング まごころハミング」。
  - 7月1日 - セカンドシングル「明日草」発売。
  - 10月10日 - サードシングル「ほたる坂」発売。曲名の「ほたる坂」は東京谷中の宗林寺に「蛍坂」として実在する。
  - 12月21日 - ファーストアルバム「ほたる坂から」発売。
- 1978年（昭和53年）
  - 2月25日 - 4thシングル「天使ぼろぼろ」発売。
  - 5月5日 - 千代田公会堂にて初のコンサート、「小さな小さなまごころコンサート」を開催。
  - 6月1日 - 5thシングル「多感日記」発売。
  - 6月23日 - フジテレビのワイドショー『小川宏ショー』「希望の詩・少女の涙の詩へ 清水由貴子 初公開の曲」にて自身の作詞作曲した歌を披露する。
  - 9月1日 - 6thシングル「歌を重ねて」発売。
  - 10月10日 - 「ファンクラブユッコ★ファンの集い  甲府ぶどう狩り」バスツアー開催。クイズの景品として本人手作りのおにぎりが登場した。
  - 12月5日 - 7thシングル「神様・なぜ愛にも国境があるの!」発売。
- 1979年（昭和54年）
  - 4月6日 - NTV系「欽ちゃんドラマ・Oh!階段家族!!」でコメディドラマに初出演。撮影のため半年間の歌手休養宣言。
  - 9月7日 - 芝ABCホールにて2度目のコンサート、「清水由貴子 コンサート 今、歩きはじめて…20の誕生日」を開催。
  - 9月21日 - 8thシングル「言問橋」、セカンドアルバム「私小説」を同時発売。歌番組ではデビュー曲以来の弾き語りスタイルで歌った。
  - 11月19日 - テレビ朝日系列の「花よめは16歳」でドラマ初主演を果たす。
- 1980年（昭和55年）
  - 2月21日 - 新宿ルイードにおいてミニライヴ開催。
  - 8月 - 「それは秘密です!!」のアシスタントに選ばれる。番組が終了する1987年まで丸7年間務めた。
- 1981年（昭和56年）10月8日 - 「同心暁蘭之介」のレギュラーとして時代劇に初挑戦。独身の同心宅に住み込みで奉公する女中・おりき役。ドラマの中ではご主人様として仕え、絡みも多かった主演の杉良太郎から、役者としての心構えや芝居のイロハを厳しく指導される。
- 1982年（昭和57年）10月8日 - 「欽ちゃんの週刊欽曜日」のレギュラーに抜擢。「欽ちゃんバンド」のコーナーではエレクトリックピアノを担当。
- 1983年（昭和58年）9月21日 - キャニオン・レコードから丸4年ぶりのシングル、通算9枚目となる「銀座の雨の物語」をリリース。「欽ちゃんの週刊欽曜日」で共演の小西博之とのデュエット曲。番組内でもコントの最中に披露し、毎週、マイクがどこから出て来るかわからないという演出で会場を沸かせた。
- 1984年（昭和59年）6月12日 - 初めてのサスペンスドラマ「火曜サスペンス劇場　行きずりの殺意」に、犯人役・船越栄一郎の恋人役で出演。
- 1985年（昭和60年）
  - 4月13日 - 「パンツの穴 花柄畑でインプット」（東映）に南清子（教師）役で映画初出演。
  - 9月21日 - RCAから10枚目のシングル「いつか秋」を発売。これがラストシングルとなった。またこの頃、清水由貴子の歌で「スーパーマーケットチェーン三和」のイメージソング「サンワ・マイ・フレンド」が録音されている。尚、レコード化はされていない。
- 1988年（昭和63年） - ヤクルトのCMに母親役で出演。長期にわたる人気シリーズCMとなった。
- 1991年（平成3年） - フジテレビ系列の連続ドラマ「噺家カミサン繁盛記」に落語家師匠のおかみさん・和代役で出演。2度目の主演ドラマ。
- 1994年（平成6年） - 「春よ、来い」でNHK朝の連続テレビ小説に初出演。第1部と第2部では全く異なる役でレギュラー出演。
- 1995年（平成7年）
  - アニメ「あたし天使あなた悪魔」で初めてのアフレコ。主人公の声と主題歌（音源未発売）を担当した。
  - 武蔵野市に念願の一戸建てを購入。ローンが嫌で繰上げ返済を重ね、当初の予定返済期間25年のところをで10年で完済した。
- 1996年（平成8年） - 浜木綿子主演の舞台「売らいでか！」で初の商業演劇に挑戦。
- 2000年（平成12年） - フジテレビ系列の連続ドラマ「幸福の明日」で3度目のドラマ主演を務める。
- 2002年（平成14年） - 自身の手によるHP「かめのしっぽ」を立ち上げる。自らがデジカメで写したドラマの撮影現場や共演者、旅行先での写真にコメントを添える形で構成されていた。
- 2003年（平成15年）
  - ドラマ「夢の約束」で単発ドラマでは初めての主演。
  - 映画「ランドセルゆれて」で映画初主演。
  - 山梨を楽しもう!キャンペーン2003『思い出のやまなし・旅の絵手紙』コンテストの審査員を務める。
- 2005年（平成17年） - NTTドコモ九州のイメージキャラクター（地域限定）としてCMに出演。
- 2006年（平成18年）3月 - 所属事務所「芸映」を退社。
- 2007年（平成19年）9月 - 芸能界を引退。
- 2009年（平成21年）4月20日 - 静岡県駿東郡小山町にて自殺。享年49。

## ディスコグラフィ

### シングル
| #                    | 発売日          | A/B面       | タイトル                      | 作詞        | 作曲        | 編曲        | 最高順位 (売上枚数) | 規格品番    |
| CBS・ソニー          | CBS・ソニー     | CBS・ソニー | CBS・ソニー                   | CBS・ソニー | CBS・ソニー | CBS・ソニー | CBS・ソニー         | CBS・ソニー |
| -------------------- | --------------- | ----------- | ----------------------------- | ----------- | ----------- | ----------- | ------------------- | ----------- |
| 1                    | 1977年 3月1日   | A面         | お元気ですか                  | 阿久悠      | 三木たかし  | 三木たかし  | 30位 (8.2万)        | 06SH-119    |
| 1                    | 1977年 3月1日   | B面         | あじさい村から                | 阿久悠      | 三木たかし  | 三木たかし  | 30位 (8.2万)        | 06SH-119    |
| 2                    | 1977年 7月1日   | A面         | 明日草                        | 阿久悠      | 三木たかし  | 萩田光雄    | 45位 (4.3万)        | 06SH-180    |
| 2                    | 1977年 7月1日   | B面         | 少女のメルヘン                | 阿久悠      | 三木たかし  | 萩田光雄    | 45位 (4.3万)        | 06SH-180    |
| 3                    | 1977年 10月10日 | A面         | ほたる坂                      | 阿久悠      | 三木たかし  | 三木たかし  | 79位 (1.5万)        | 06SH-225    |
| 3                    | 1977年 10月10日 | B面         | 野菊の墓                      | 阿久悠      | 三木たかし  | 三木たかし  | 79位 (1.5万)        | 06SH-225    |
| 4                    | 1978年 2月25日  | A面         | 天使ぼろぼろ                  | 阿久悠      | 三木たかし  | 三木たかし  | -                   | 06SH-264    |
| 4                    | 1978年 2月25日  | B面         | 自画像                        | 阿久悠      | 三木たかし  | 三木たかし  | -                   | 06SH-264    |
| 5                    | 1978年 6月1日   | A面         | 多感日記                      | 阿久悠      | 三木たかし  | 三木たかし  | -                   | 06SH-345    |
| 5                    | 1978年 6月1日   | B面         | 不幸な秋                      | 阿久悠      | 三木たかし  | 三木たかし  | -                   | 06SH-345    |
| 6                    | 1978年 9月1日   | A面         | 歌を重ねて                    | 阿部敏郎    | 阿部敏郎    | 福井峻      | -                   | 06SH-382    |
| 6                    | 1978年 9月1日   | B面         | 遠い星からの手紙              | 草鹿宏      | 阿部敏郎    | 福井峻      | -                   | 06SH-382    |
| 7                    | 1978年 12月5日  | A面         | 神様・なぜ愛にも国境があるの! | 草鹿宏      | 都倉俊一    | 萩田光雄    | -                   | 06SH-424    |
| 7                    | 1978年 12月5日  | B面         | 私は泣かない                  | 山口洋子    | 都倉俊一    | 萩田光雄    | -                   | 06SH-424    |
| 8                    | 1979年 9月21日  | A面         | 言問橋                        | 喜多條忠    | 水谷公生    | 瀬尾一三    | -                   | 06SH-580    |
| 8                    | 1979年 9月21日  | B面         | 子供のままでいられたら        | 清水由貴子  | 菅原進      | 福井峻      | -                   | 06SH-580    |
| キャニオン・レコード |                 |             |                               |             |             |             |                     |             |
| 9                    | 1983年 9月21日  | A面         | 銀座の雨の物語                | 阿久悠      | 南こうせつ  | 井上鑑      | 25位 (8.7万)        | 7A-0316     |
| RCA                  |                 |             |                               |             |             |             |                     |             |
| 10                   | 1985年 9月21日  | A面         | いつか秋                      | 杉紀彦      | 森田公一    | 馬飼野俊一  | -                   | RHS-218     |
| 10                   | 1985年 9月21日  | B面         | 想い出の出発                  | 杉紀彦      | 森田公一    | 馬飼野俊一  | -                   | RHS-218     |

### アルバム
| 発売日         | タイトル     | 規格 | 規格品番 |
| -------------- | ------------ | ---- | -------- |
| 1977年12月21日 | ほたる坂から | LP   | 25AH374  |
| 1979年9月21日  | 私小説       | LP   | 25AH779  |

### コンサート・イベント
- 小さな小さなまごころコンサート（千代田公会堂） 　1978年5月5日
- ファンクラブ ユッコ★ファンの集い 甲府ぶどう狩りバスツアー　　1978年10月10日
- 清水由貴子 コンサート 今、歩きはじめて…20の誕生日（芝ABCホール） 　1979年9月7日
- 第3回サマーピクニック 熊本県阿蘇郡坊中キャンプ場（小西博之と共にゲスト出演） 　　1983年8月6日〜7日

### その他
- サンワ・マイ・フレンド（スーパー三和 企業イメージソング）歌：清水由貴子　作詞：岩倉みゆき　作曲：増田豊

### 新人時代（1977年）の受賞
- 第6回東京音楽祭国内大会 シルバーカナリー賞（TBSテレビ1977年6月19日）以下受賞・放送日
- 第3回日本テレビ音楽祭 新人賞候補（日本テレビ8月25日）
- 第10回新宿音楽祭 銅賞 （文化放送10月12日）
- 第4回横浜音楽祭 新人賞 （ラジオ関東10月26日）
- 第8回日本歌謡大賞 放送音楽新人賞候補 （日本テレビ11月17日）
- 第4回FNS歌謡祭 優秀新人賞 （フジテレビ12月20日）

### タイアップ曲
| 年     | 楽曲                          | タイアップ                           |
| ------ | ----------------------------- | ------------------------------------ |
| 1978年 | 歌を重ねて                    | 集英社「コバルト文庫」イメージソング |
| 1978年 | 神様・なぜ愛にも国境があるの! | 集英社「コバルト文庫」イメージソング |

## 出演

### 連続ドラマ (レギュラー)
- 欽ちゃんドラマ・Oh!階段家族!!（1979年4月6日 - 9月21日、日本テレビ） - 遠山由貴子（萩本欽一の異母妹）役
- 花よめは16歳（1979年11月19日 - 1980年7月14日、テレビ朝日） - 主演 甘田ミチ 役
- 同心暁蘭之介（1981年10月8日 - 1982年9月16日、フジテレビ） - 女中・おりき 役
- 消防官物語 風に立て（1981年10月28日 - 1982年3月24日、TBS） - 消防訓練生・原由貴子 役
- 金曜ドラマもういちど結婚（1983年10月7日 - 12月30日、TBS） - デザイナー事務のアルバイト 役
- 青春はみだし刑事（1983年10月22日 - 1984年2月25日、読売テレビ） - 鑑識員・西条京子 役
- ドラマ23（TBS）
  - 愛人マンション（1987年11月16日 - 19日） - 久美 役
  - 愛人マンションII（1988年5月16日 - 19日） - 久美 役
  - 鎌倉を旅する女たち（1988年8月22日 - 25日） - 和泉朋子 役
- 妻たちの劇場（フジテレビ）
  - 噺家カミサン繁盛記（1991年11月4日 - 12月13日） - 主演 村山和代（おかみさん）役
- 花王 愛の劇場（TBS）
  - おべんきょう（1992年2月24日 - 4月10日、TBS）
  - 子子家庭は危機一髪（1993年7月19日 - 9月3日、TBS）
  - 夏は秘密がいっぱい!（1994年7月25日 - 9月2日、TBS） - 柏木偵子 役
- NHK朝の連続テレビ小説（NHK総合）
  - 「春よ、来い」（1994年10月3日 - 1995年9月30日） - 第1部：栄養士・瀬田元子 役、第2部：お手伝い・立木定子 役
  - 「こころ」（2003年3月31日 - 9月27日） - 仲居・千野芳江 役
- 幸福の明日（2000年9月25日 - 12月28日、フジテレビ） - 主演 橋本かな子 役

### 連続ドラマ (ゲスト)
- ケンちゃんチャコちゃん 第34話「サッカーでGO」（1980年10月23日、TBS）
- 湘南物語（1989年、日本テレビ）
- 花王ファミリースペシャル（フジテレビ）
  - 裸の大将（57)清と伊勢と宇宙人（1992年11月1日） - 久子 役　DVD販売元：キングレコード（2008年12月25日　KIBF-9590「裸の大将放浪記　DVD-BOX（下巻）」）
- 綺麗になりたい 第9話「美人の敗北」（1992年12月12日、日本テレビ） - 太田さぎり 役　VHS販売元：ポリドール（1993年7月20日　KTVV-9008）
- 映画みたいな恋したい「大災難」（1993年2月5日、テレビ東京）
- 半熟卵 Egg3「三角関係」（1994年11月4日、フジテレビ系） - デパート洋服売り場店員・内藤 役
- 金曜時代劇 十時半睡事件帖 第12話「千本旗」（1994年12月2日、NHK総合）
- 中学生日記 いけない気分（1995年10月8日、NHK総合）
- 将軍の隠密!影十八（1996年 テレビ朝日）
  - 第6話 「つぐない・過去を消した女」（1996年3月2日） - おしま（猪之吉の妻）役
  - 第16話「人さらい・火におびえる女」（1996年6月8日） - おしま（猪之吉の妻）役
- 御家人斬九郎3 第2話「虎退治」（1997年、フジテレビ） - 尼子波江 役
- ドンウォリー! 第3話「家出した美少女」（1998年、関西テレビ）
- はぐれ刑事純情派14 第23話「28色の声で笑う女!? 30分だけの親子団欒」（2001年9月19日、テレビ朝日） - 松永美佐子 役
- 暴れん坊将軍XI 第12話「女たちの戦さ! 先妻VS後妻」（2001年10月29日、テレビ朝日） - お昌 役
- ウルトラQ dark fantasy 第8話「ウニトローダの恩返し」（2004年5月29日、テレビ東京） - ハル 役　DVD販売元：エイベックス（2004年9月29日　AVBA-22054）

### 単発ドラマ
- サザエさん 恋の季節だよ! サザエさん（フジテレビ）（星野知子主演）（1983年4月6日）
- 月曜ドラマランド （フジテレビ）
  - 「ぐうたらママ」（1983年7月4日）
  - 「ぐうたらママ2」（1983年11月7日）
  - 「ぐうたらママ3 ぐうたらママ怒る」（1984年4月30日）
- 火曜サスペンス劇場（日本テレビ）
  - 「行きずりの殺意」（1984年6月12日） - 平山幸子 役
  - 「弁護士・高林鮎子29」（2001年11月20日） - 成瀬裕子 役
  - 「警部補 佃次郎16女の賭け」（2002年11月12日） - 野口千絵 役
  - 「産婦人科医・南雲綾子2 〜四十三歳、初産の女〜」（2003年7月29日） - 秋元珠代 役
  - 「弁護士・高林鮎子33」（2004年7月6日） - 渡辺清美 役
  - 「街の医者・神山治郎スペシャル ダイエット症候群の女 やせる裏技で男を奪う鮮血のメロンパン」（2005年4月5日） - 田辺亜希 役
- 月曜ワイド劇場（テレビ朝日）
  - 「女が会社で上司いびりを始めるとき」（1986年6月23日）
- 木曜ゴールデンドラマ（読売テレビ）
  - 「死者からの使者」（1988年3月24日)
  - 「長い道IV　母がボケた!問われる三姉妹の愛、哀しき父の決断」（1989年10月26日） - 祐子 役
  - 「結婚戦争・逆タマの母、息子よ財産に惚れるな」（1990年6月28日） - 愛子 役
  - 「再婚旅行・花も嵐も踏みこえて、熟年男女が涙で綴る純愛の詩」（1991年3月14日）
- 火曜スーパーワイド⇒火曜ミステリー劇場（テレビ朝日）
  - 「南紀白浜踊り子電車殺人事件」（1989年4月18日） - 小坂友子 役
  - 「ベビーシッター 桃子の冒険」 （1990年6月26日）
- 水曜グランドロマン（日本テレビ）
  - 「別れの余韻」（1990年6月13日）
- 金曜エンタテイメント（フジテレビ）
  - 「細うで繁盛記(2)」（1995年2月3日） - 正子 役
  - 「また家族にしてね」（1996年5月31日）
  - 「名古屋嫁入り物語(9)」（1997年7月4日）
  - 「熱血ド演歌分校先生の事件通信簿・1 20年前の白骨死体が復讐!?（熱血!イノシシ先生の事件通信簿）」（1998年1月30日）
- 月曜ドラマスペシャル⇒月曜ミステリー劇場 （TBS）
  - 「プリズンホテル暴力団御用達 奥久慈ホテル2泊3日・ドリームツアー」（1993年12月6日）VHS販売元：TBSビデオ・ビクターエンタテインメント（TVE-112）
  - 「プリズンホテル2」（1995年4月3日）
  - 「女子刑務所東三号棟(2)」（2000年4月10日） - 新庄康子 役
  - 「早乙女千春の添乗報告書11 千葉湯けむりツアー殺人事件」（2001年7月2日） - 橋塚孝一の妻 役
- 土曜ドラマ（NHK総合）
  - 「オバサン、咲いた！」（1993年6月19日）
- 土曜ワイド劇場（テレビ朝日）
  - 「越後親不知、死を招くファインダー 白鳥は虚空に叫ぶ!」（1991年2月9日） - 木村美恵 役
  - 「おとり捜査官・北見志穂「ラッシュアワー連続殺人!」」（1998年5月30日） - 相沢理恵 役
- 土曜サスペンス（テレビ朝日）
  - 「挑戦する女・弁護士 七尾響子 セクハラ連続殺人!」（2006年02月18日） - 林 勝子 役

※「挑戦する女・弁護士 七尾響子 セクハラ連続殺人!」は『土曜ワイド劇場』枠で放送するために2002年撮影されたがお蔵入りし、長らく未放送だったが、2006年2月に昼間の『土曜サスペンス』の放送枠で初放送された。
- 欽ちゃんファミリー時代劇スペシャル「俺たちの熱い風」（1984年10月7日 日本テレビ） - 志乃 役
- 幕末青春グラフィティ 福沢諭吉（1985年2月11日 TBS） - 豆奴 役　DVD販売元：松竹（2013年12月5日　DB-0740）  VHS販売元：ポニー（V128F-1312）
- FROZEN NIGHT フローズンナイト〜凍てつく真夏の夜〜 「大騒動の小さな家（箱庭の街）」（1989年8月12日 フジテレビ）VHS販売元：ポニーキャニオン（1989年8月21日　V98F-1948）
- 東芝日曜劇場「別れてください」（1992年8月9日 TBS） - 由利子 役
- 夢の約束 （2003年1月7日 テレビ大阪） - 主演　鈴木佳子 役  　 VHS・DVD（企画：大阪人権問題映像啓発推進協議会・製作：共和教育映画社）
- 松本清張ドラマスペシャル 「黒の回廊」（2004年3月23日 日本テレビ） - 松村郁子 役（日本テレビ開局50年記念作品）　DVD販売元：バップ（2005年1月26日　VPBX-12247）

### 情報・バラエティ番組
情報ジャンル
| 期間          | 期間          | 番組名                                 | 役職                                                                           |
| ------------- | ------------- | -------------------------------------- | ------------------------------------------------------------------------------ |
| 1986年4月     | 1987年3月     | なうNOWスタジオ（テレビ朝日）          | レギュラー出演                                                                 |
| 1987年10月    | 1988年3月     | 布施明のグッDAY（テレビ朝日）          | 金曜日レギュラー                                                               |
| 1988年10月    | 1991年3月     | 内田忠男モーニングショー（テレビ朝日） | 木曜日レギュラーおよび『八波一起と清水由貴子のワンダフルピープル』コーナー担当 |
| 1998年10月    | 2005年3月     | ジャスト（TBS）                        | 木曜日レギュラーコメンテーター                                                 |
| 1999年10月2日 | 2007年9月29日 | ともちゃん家の5時（山梨放送）          | 北口家の母『ゆきこ』役                                                         |

バラエティジャンル
- 飛び出しマガジン12（1980年6月、テレビ東京） - アシスタント
- それは秘密です!!（1980年8月〜1987年9月29日、日本テレビ） - アシスタント
- ミステリーショック（1980年10月6日〜1981年3月9日、テレビ東京） - アシスタント
- 週間漫画 ゲラゲラ45（1981年2月、テレビ朝日） - レギュラー
- 欽ちゃんの週刊欽曜日（1982年10月8日〜1985年9月27日、TBS） - レギュラー
- 何かとワイド面白地球（1984年6月、テレビ朝日） - レギュラー
- キンキンの歌え!新婚カンコン（1985年11月、MBS） - 司会
- クイズ地球まるかじり（1986年10月、テレビ東京） - レギュラー
- 生テレビ!東京探検（1987年10月、テレビ東京） - レギュラー
- ファミっ子大集合（1988年4月4日〜1991年3月25日、テレビ東京） - 司会
- ザ・テレビ演芸（1985年10月〜1986年3月、テレビ朝日） - 司会
- ザ・スターボウリング（1988年、テレビ東京） - 司会（1988年から）
- 独占!女の60分（1991年4月〜1992年3月、テレビ朝日） - サブ司会
- 吉村明宏のクイズランチ（1991年9月30日〜1992年10月2日、TBS） - レギュラー
- ピーカブー（1991年10月、名古屋テレビ） - 箒おばさん役
- 親子笑劇場電太郎一家（1995年4月〜2006年3月、テレビ新広島） - 中吉家の母・光代役

### バラエティ番組の主なゲスト
- ラブラブショー（フジテレビ）カップルの相手は1回目、郷ひろみ（1977年4月24日放送） 2回目は影山ヒロノブ（当時・レイジーのミッシェル）（1978年2月5日放送）
- それは秘密です!!（日本テレビ）「清水由貴子（秘）愛の告白」（1977年9月6日放送）　中学生時代、同じ放送部で生徒会の副会長でもあった初恋の同級生との対面。当時、交換日記した思い出を語る。なお、清水は1980年8月から同番組の司会 桂小金治のアシスタント・レギュラーとなる。
- 森田一義アワー 笑っていいとも!（フジテレビ）テレフォンショッキング・ゲスト（1983年12月26日放送） 原田真二に紹介され、浅田美代子を紹介する。
- スター感動旅! 懐かしの思い出散歩道「浅草・下町 懐かしい顔に出会う」（1998年）

### 声優
- ウルトラ千一夜大冒険!走れアリババ（1978年4月2日 - 9月24日　名古屋テレビ） - 召使い・モルギアナの声
- 飛べ!孫悟空 その32 「戦慄!巨カバ大王 ニセ三蔵現わる!の巻」（1978年5月30日）その33 「戦慄!巨カバ大王 ニセ三蔵の正体は?の巻」（1978年6月6日） - せせらぎ王国の郷王子（声・郷ひろみ）の妹の声
- ビデオアニメ『あたし天使あなた悪魔』（日本コロムビア、作者：田島みるく） - 主人公・田島みるく（お母さん）の声、主題歌を担当

　　第1話：焼き肉屋大騒動　＜品番：COVC-4514＞（1995年3月21日発売）

　　第2話：だってヒナコが! ＜品番：COVC-4532＞（1995年6月21日発売）

### ラジオ
- 日曜日のハミング・清水由貴子です（1977年6月26日-10月2日 ニッポン放送）
- 変身ウィークエンド・踊れ!ヒットだ!電話リクエスト（1977年10月8日-1978年4月1日 ニッポン放送）　タモリ、原田真二と司会
- みんな友達ハッピッピ（木・金曜日 1979年4月〜1980年9月 栃木放送）
- スクランブルジョッキー（1980年10月 山形放送）
- 日産ミッドナイトステーション ザ・欽グルスショー 金曜日担当（1984年4月 TBSラジオ）
- こんばんはラジオセンター・演歌今昔（1985年4月 NHKラジオ） - アシスタント
- 目覚ましかぼちゃモーニング（1990年4月〜1995年3月 ニッポン放送） - アシスタント
- 週刊トレンドマガジン（2001年4月 NHK衛星ラジオ)

### 映画
- パンツの穴 花柄畑でインプット（1985年　東映） - 南清子（青葉学園・体育教師）役　　ビデオ販売元：東映ビデオ（TE-B068）
- ドン松五郎の大冒険（1987年 東宝東和） - ユカ役　　　ビデオ販売元：バンダイビジュアル（1988年4月25日　BES-260）
- 修羅場の人間学（1993年 東映） - 富子（ホステス）役　　ビデオ販売元：東映ビデオ　（1994年5月21日　VCTB-00592）
- チンピラぶるーす ど・アホ!（1996年 映像京都 配給ファニーエンジェル配給） - 早川恭子役　　ビデオ販売元：東映ビデオ（VRZF-326）　DVD販売元：ラインコミュニケーションズ（LCDV-71356）
- ズッコケ三人組 怪盗X物語（1998年　東映） - 奥田時子役　　ビデオ販売元：東映ビデオ（1999年2月12日　VRTB858）
- あかね色の空を見たよ（2001年　中山映画）
- ランドセルゆれて（2003年　中山映画） - 主演 工藤麻衣子役　　DVD販売元：大阪学童保育連絡協議会

### 舞台
- 喜劇 売らいでか!‐亭主売ります-（1996年6月 43回公演 大阪新歌舞伎座）
- 喜劇 売らいでか!‐亭主売ります-（1997年1月2日〜26日41回公演 正月公演 名鉄ホール）
- 続名古屋嫁入り物語（1998年11月2〜29日45回公演 名古屋中日劇場）

### オリジナルビデオ・DVD
- ビデオ『ふるさと創生スペシャル(5)　夢をかける人たち』（1991年寄贈　企画：福島県・製作：福島放送・所蔵：会津若松市視聴覚ライブラリー）
- 食育ビデオシリーズ「ふたりでできるモン」（1994年発売、企画：東京ガス、制作：NHKソフトウェア）

　　第1話「パニック風味手巻ずし編」

　　第2話「愛情風味ハンバーグ編」
- 広報ビデオ『水の気持ちも考えて!－天使から“節水”のお願い－』 （1998年5月、東京都水道局・NTV映像センター）
- ビデオ『心を贈る絵手紙入門（全3巻）』 （1998年発売、NHKソフトウェア）
- ビデオ『友達－ともだち－』（2002年9月発売、映像京都・シナノ企画） - 主演
- DVD『しぜんとあそぼ〜動物 かわいい ともだち〜』（2007年04月18日発売、NHK、販売元：コロムビアミュージック） - 猿のコーナーのナレーター担当

### CM
- 味の素「マリーナ」（1977年~1978年）
- 紀文「かまぼこ」(1983年）
- 三菱電機「タイムズスクエア-TV」（1984年）
- カシオ「弾けますト〜ン」（1984年）
- 野崎蒲鉾（1985年）
- カルビー「かっぱえびせん」（1985年）
- ヤクルト「ヤクルト」（1987年〜1993年）
- ライオン「ディスポ、ピロフィックス、キッチンブライト」（1989年〜1996年）
- 小林製薬 「こんがり魚焼き」（1993年）
- 全国建設労働組合　ポスター（1995年）
- ナショナル住宅産業（1996年）
- NTTドコモ九州（「分け合えるのはドコモだけ」）（2005年）

### ナレーション
- 水曜スペシャル（テレビ朝日）
- 静岡発!そこが知りたい（静岡放送）
- 親の目子の目（2004年2月20日 静岡放送・民教協）
- 動物物語（NHK-BS2）
- 課外授業ようこそ先輩（2000年4月16日 NHK総合）
- しぜんとあそぼ 「さる」（1997年 NHK教育テレビジョン）

### その他
- 趣味悠々 心を贈る絵手紙入門（1998年 NHK教育） - レギュラー

### 雑誌
- CARトップ（カートップ）1977年4月号・1978年5月号（表紙）
- 月刊明星 1977年7月号・1978年1月号（表紙）
- 週刊平凡 1977年7月28日号（表紙）
- GORO 1977年12月22日号（表紙）
- 週刊現代 1983年4月30日号（表紙）
- 月刊テクノポリス 1983年10月号（表紙）
- 週刊テレビ番組 1983年12月10日-16日号／清水由貴子・小西博之（表紙）
- ブライダルストーリー 1984年・1月号／清水由貴子・小西博之（表紙）
- L&LLサイズミセスの服　1991年夏季号（表紙）
- 別冊 ESSE（エッセ） はがきと手紙の書き方 2003年8月（扶桑社 ISBN 4-594-60334-3）
- 読売ウイークリー 家族のかたち　2005年2月6日号

## 関連書籍
- 『介護うつ　お姉ちゃんなんで死んじゃったの？』清水良子著（2009年11月16日、ブックマン社）